# 澳門巴士AP1路線
澳門巴士AP1路線是由新福利經營，往返關閘和澳門機場的巴士路線。

## 簡介及歷史

### 簡介
- 本線是為了配合澳門國際機場開幕開始行駛；開線時是由澳巴和新福利聯營，而全程收費為澳門幣5元，過橋後收費澳門幣3.5元。

- AP字頭的意思：一說取自本線起訖點葡萄牙文首字母（機場 Aeroporto—關閘 Portas do Cerco），另一說取自機場的葡萄牙文AeroPorto。後來計劃開辦的AP2路線（機場↔媽閣）則令AP字頭的定義傾向後者。

### 歷史
- 1995年11月13日，本線正式營運。

- 本線於1996年開設特別專線，往返葡京至機場。

- 1998年8月21日，澳門巴士票價調整，本線收費亦作出調整。全程收費為6元，過橋後收費為4元。

- 2003年5月19日起，由於客量偏低，本線調整為澳氹線，按澳氹線路程收費，全程收費減至3.3元，過橋後收費減至2.5元；並延伸服務至科技大學，取消行經北安。

- 2004年8月1日，本線修改行車路線，延伸服務新口岸新填海區，並取消行經高美士街。

- 2005年4月8日，為配合嘉樂庇總督大橋進行維修和亞馬喇前地改造工程，本線改道行駛，往澳門機場方向取消停靠“殷皇子馬路／葡京”、“蘇利安圓形地”站，臨時停靠“教育暨青年局”站；往關閘方向取消停靠亞馬喇前地的中國銀行大廈旁的巴士站。[1]
  - 澳門往氹仔：原線 → 殷皇子大馬路 → 亞馬喇前地 → 蘇亞利斯博士大馬路 → 何鴻燊博士大馬路 → 西灣湖景大馬路 → 西灣大橋 → 海洋花園大馬路 → 史伯泰海軍將軍馬路 → 原線
  - 氹仔往澳門：原線 → 史伯泰海軍將軍馬路 → 海洋花園大馬路 → 西灣大橋 → 西灣湖景大馬路 → 何鴻燊博士大馬路 → 西灣街 → 南灣大馬路 → 新馬路 → 原線

- 2005年10月5日，嘉樂庇總督大橋恢復有限度通車，本線維持使用西灣大橋往返離島。[2]

- 2007年4月18日，本線大幅刪減行車路線，取消途經新口岸、葡京、南灣湖、西灣大橋、海洋花園、賽馬會、望德聖母灣馬路和路氹連貫公路等，往返程改經友誼大橋直達澳門國際機場。[3]

- 2007年10月16日，配合氹仔臨時客運碼頭啟用，新增停靠「臨時客運碼頭」站。[4][5][6]

- 2008年12月1日，澳門巴士票價調整，本線收費亦作出調整。全程收費4.2元，回程過橋後收費3.2元。

- 2009年1月20日，配合道路開闢，取消停靠「連貫公路／科技大學」站，同時新增停靠臨時站（即現時「偉龍／科技大學」站）。[7]

- 2011年2月15日，新增停靠「北安出入境事務廳」站。[8]

- 2011年8月1日起，本線改由新福利獨營，調整服務時間為06:30-00:20，班距5-12分鐘。

- 2012年12月18日，新增停靠「湖畔大廈」站。[9]

- 2014年12月18日，配合關閘邊檢大樓實行新通關安排，調整本線服務時間為06:05-01:20。

- 2016年1月16日，調整本線服務時間為06:00-01:20，班距4-12分鐘。[10]

- 2016年7月18日，取消停靠「北安大馬路」站。[11]

- 2016年11月5日，因重整祐漢區巴士站點分佈及路線行程，取消停靠「看台街／中銀」、「祐漢街市」站，改停靠「中心街」站。[12]

- 2017年5月20日，為配合氹仔客運碼頭即將啟用，同日起「臨時客運碼頭」站更名為「氹仔客運碼頭」，待氹仔客運碼頭及其場內的新站點啟用後，本線將停靠該新站。[13]

- 2017年6月1日，本線使用「氹仔客運碼頭」站B車道上落客。[14]

- 2017年8月23日，颱風天鴿襲澳，關閘總站受到嚴重風暴潮破壞，總站遷往關閘廣場及特警總部旁的「關閘廣場」站。[15]

- 2018年7月21日，「君悅灣」站改名為「海上居」。[16]

- 2018年10月27日，為明確巴士站位置及讓巴士服務更符合市民出行需要，新增停靠「北安大馬路／新城區」站。

- 2018年12月15日，總站遷回至關閘總站。

- 2019年3月9日，為明確巴士站位置，「亞利雅架前地／泉悅」站改名為「信虹花園」。

- 2019年7月27日起，“北安出入境事務廳”站改名為“北安出入境事務大樓”。

- 2020年5月11日19:30起，新增停靠“北安病毒核酸檢測站”臨時站。

- 2022年6月24日01:00起，因應翡翠廣場實施封控措施，「中心街」站暫停使用，臨時停靠“祐漢街市”站。

- 2022年7月11日至17日，本線改以特別巴士專線方式營運，僅供特許人士乘搭。[17][18]

- 2022年7月18日至22日，因宣佈延長“相對靜止管理”措施，本線維持上述措施。[19]

- 2023年1月18日，“北安病毒核酸檢測站”臨時站更改為“北安出入境事務大樓”臨時站。[20][21]

- 2023年8月26日起，取消停靠上述臨時站。[22]

## 本線特色
- 本線是唯一一條非臨時改道性質，而又分別曾取道三條跨海大橋行駛的巴士路線。
- 本線是所有日間路線中尾班車最遲的路線。

## 使用車輛

### 2011年8月之前
- 開通初期，新福利派出Dennis Dart，澳巴派出Benz。
- 後因客量偏低，新福利及澳巴都改派豐田Coaster。
- 1998年，新福利豐田Coaster因消耗過多油費而退出營運，改派三菱單門Rosa行駛此路線。
- 2005年，三菱單門Rosa因車齡過高而陸續退出營運，並改派三菱雙門Rosa行駛此路線。
- 2010年至2011年早上尖峰時段，新福利會派出Dennis Dart或蘇州金龍9米中巴，澳巴則派出Hino RX小巴或五洲龍FDG6920BG中巴行駛。

### 2011年8月之後
2022年6月30日前：
- 蘇州金龍KLQ6108GQ30
- 蘇州金龍KLQ6108GQ28

2022年6月30日起：
- 蘇州金龍KLQ6108GQ30
- 蘇州金龍KLQ6108GQ28
- 蘇州金龍KLQ6108GQ28E4

2022年7月11日起：
- 蘇州金龍KLQ6108GQ28E4
- 蘇州金龍KLQ6108GQ30

2022年7月23日起：
- 蘇州金龍KLQ6108GQ30
- 蘇州金龍KLQ6108GQ28
- 蘇州金龍KLQ6108GQ28E4

2022年12月17日起：
- 蘇州金龍KLQ6108GQ30
- 蘇州金龍KLQ6108GQ28
- 蘇州金龍KLQ6108GQ28E4
- 蘇州金龍KLQ6116GHEV1

2022年12月30日起：
- 蘇州金龍KLQ6116GHEV1
- 蘇州金龍KLQ6108GQ28

2023年1月11日起：
- 蘇州金龍KLQ6116GHEV1
- 蘇州金龍KLQ6116GHEV2

2023年6月起：
- 蘇州金龍KLQ6116GHEV1

## 電牌
| 往氹仔方向 | 往氹仔方向 | 往氹仔方向 |
| 日期       | 頭牌       | 圖例       |
| ---------- | ---------- | ---------- |
| 開線至今   | 澳門機場   |            |
| 往關閘方向 |            |            |
| 日期       | 頭牌       | 圖例       |
| 開線至今   | 關閘       |            |

## 路線資料

### 收費
| 收費類別     | 收費類別                      | 收費類別             | 費用 |
| ------------ | ----------------------------- | -------------------- | ---- |
| 現金         | 現金                          | 現金                 | $6.0 |
| 境外支付工具 | 支付寶（內地及香港）          | 支付寶（內地及香港） | $6.0 |
| 境外支付工具 | 雲閃付 非綁定澳門銀聯卡       |                      | $6.0 |
| 境外支付工具 | 微信支付（內地及香港）        |                      | $6.0 |
| 境外支付工具 | 交通聯合 非澳門發行的全國通卡 |                      | $6.0 |
| 境內支付工具 | 澳門通                        | 全民卡               | $3.0 |
| 境內支付工具 | 澳門通                        | 學生卡               | $1.5 |
| 境內支付工具 | 澳門通                        | 長者卡               | 免費 |
| 境內支付工具 | 澳門通                        | 殘疾卡               | 免費 |
| 境內支付工具 | 聚易用＋                      | 聚易用＋             | $3.0 |

### 服務時間及班距
| 服務時間                      | 服務時間 | 星期一至六  | 星期日 （含公眾假期） |
| ----------------------------- | -------- | ----------- | --------------------- |
| 關閘總站                      | 關閘總站 | 06:00-01:20 | 06:00-01:20           |
| 班距                          | 尖峰     | 7-10分鐘    | 8-10分鐘              |
| 班距                          | 離峰     | 9-18分鐘    | 8-18分鐘              |
| 懸掛8號風球後15分鐘開出尾班車 |          |             |                       |

### 路線停站
| AP1  | 關閘 ↺ 澳門機場 | 關閘 ↺ 澳門機場    | 關閘 ↺ 澳門機場         |
| 序號 | 循環線          | 循環線             | 循環線                  |
| 序號 | 站號            | 站名               | 輕軌站／出入境口岸      |
| 1    | M1/18           | 關閘總站           | 關閘邊檢大樓            |
| 2    | M222/2          | 看台街             |                         |
| 3    | M244            | 中心街             |                         |
| 4    | M219/1          | 勞動節大馬路       |                         |
| 5    | M50             | 勞動節大馬路／廣華 |                         |
| 6    | M239/2          | 外港碼頭           | 外港客運碼頭            |
| 7    | M254/1          | 友誼馬路／行車天橋 |                         |
| 8    | T316            | 北安大馬路／新城區 |                         |
| 9    | T345/2          | 氹仔客運碼頭       | 氹仔碼頭站 氹仔客運碼頭 |
| 10   | T344            | 機場倉庫           |                         |
| 11   | T356/2          | 澳門機場           | 機場站 澳門國際機場     |
| 12   | T358            | 偉龍／科大醫院     |                         |
| 13   | T373/1          | 偉龍／科技大學     |                         |
| 14   | T306/1          | 氹仔嘉樂庇馬路     |                         |
| 15   | T314/2          | 信虹花園           |                         |
| 16   | T408/6          | 湖畔大廈           |                         |
| 17   | T343            | 海灣花園／海城閣   |                         |
| 18   | M239/1          | 外港碼頭           | 外港客運碼頭            |
| 19   | M254/1          | 友誼馬路／行車天橋 |                         |
| 20   | M64             | 黑沙環新街／南華   |                         |
| 21   | M235            | 東北大馬路／保利達 |                         |
| 22   | M247            | 海上居             |                         |
| 23   | M1/18           | 關閘總站           | 關閘邊檢大樓            |

### 賽車期間路線停站
| AP1  | 關閘 ↺ 澳門機場 | 關閘 ↺ 澳門機場    |
| 序號 | 循環線          | 循環線             |
| 序號 | 站號            | 站名               |
| 1    | M1              | 關閘總站           |
| 2    | M222            | 看台街             |
| 3    | M244            | 中心街             |
| 4    | M219            | 勞動節大馬路       |
| 5    | T316            | 北安大馬路／新城區 |
| 6    | T345            | 氹仔客運碼頭       |
| 7    | T344            | 機場倉庫           |
| 8    | T356            | 澳門機場           |
| 9    | T358            | 偉龍／科大醫院     |
| 10   | T373            | 偉龍／科技大學     |
| 11   | T306            | 氹仔嘉樂庇馬路     |
| 12   | T314            | 信虹花園           |
| 13   | T408            | 湖畔大廈           |
| 14   | T343            | 海灣花園／海城閣   |
| 15   |                 | 外港碼頭上層臨時站 |
| 16   | M234            | 東北大馬路／海濱   |
| 17   | M235            | 東北大馬路／保利達 |
| 18   | M247            | 海上居             |
| 19   | M1              | 關閘總站           |

- 粗體字為大賽車期間臨時停靠站點

## 客量
根據2020年公報，本線在2019年度共開出52,329班，乘車人次為4,605,136人次，平均每班接載88人次。

## 交通意外
- 2025年1月20日14:00，一輛行駛本線的巴士（車隊編號：HE188）駛至祐漢看台街與中心街交界時，疑撞到一名橫過斑馬線的19歲男學生，其右腳被壓在前輪下，須由消防員救出送院搶救。據警方初步調查，相信意外是巴士在斑馬線前沒有讓行人引起，已檢控巴士司機。[23]

## 圖片集

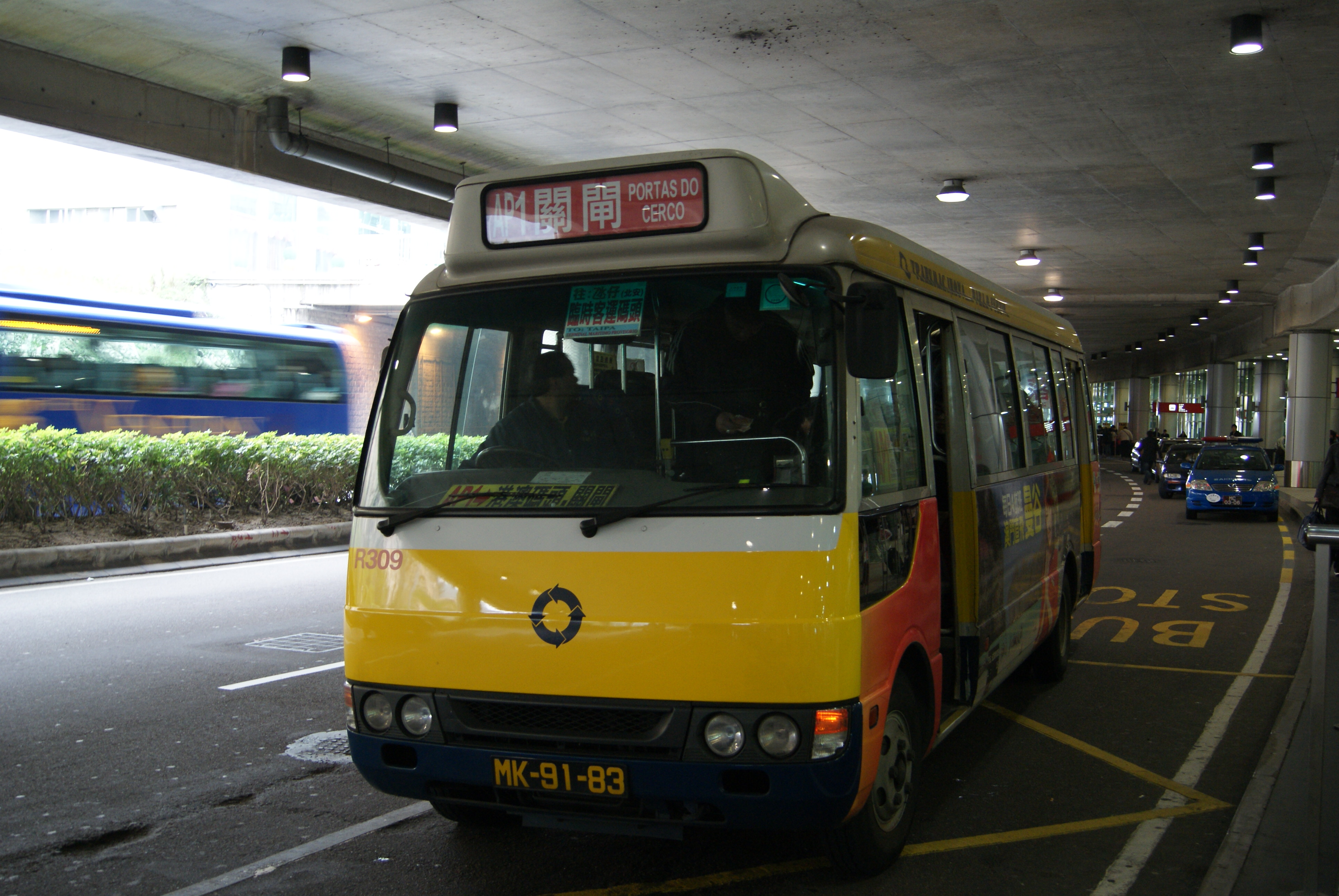
三菱Rosa
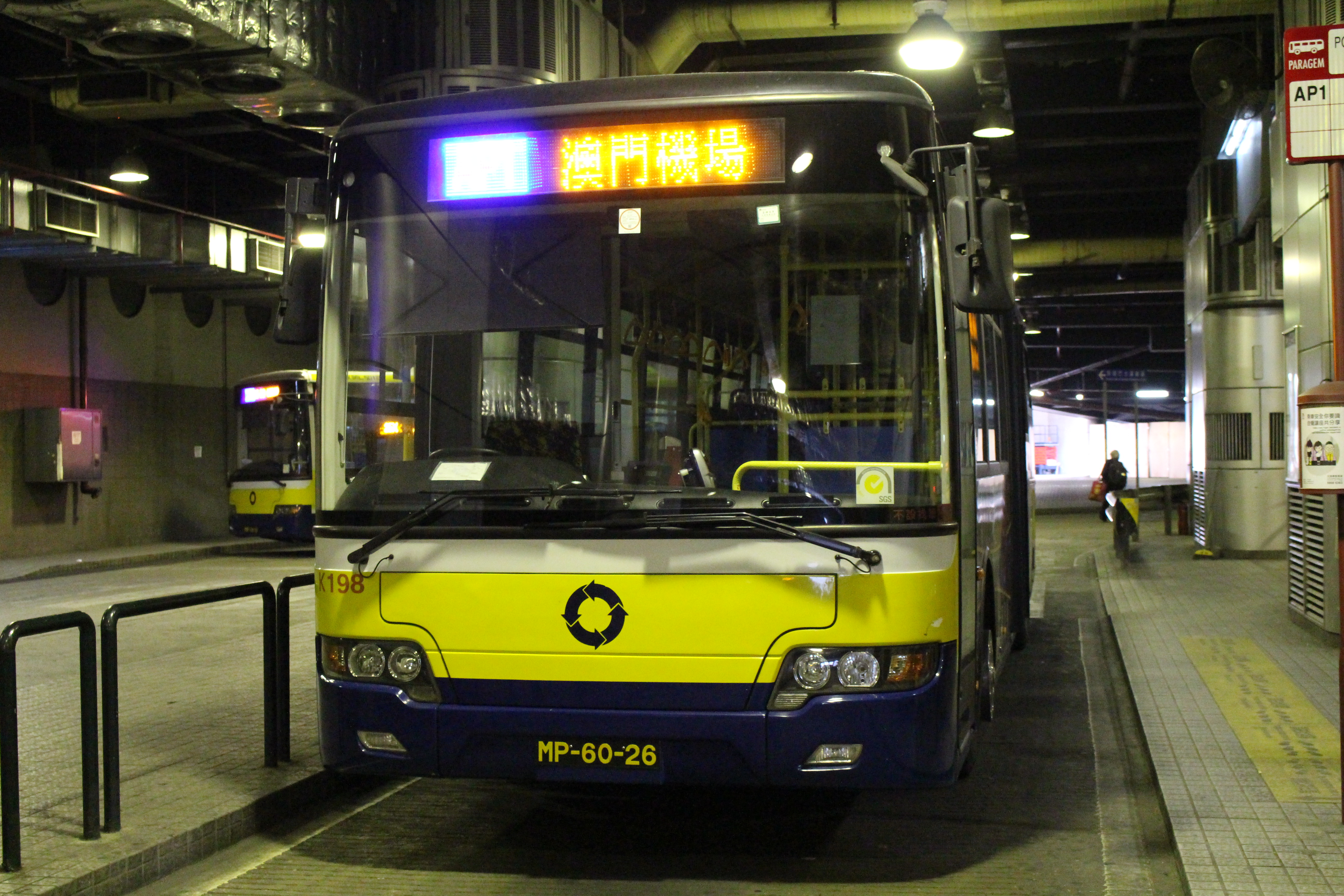
蘇州金龍KLQ6108GQ30
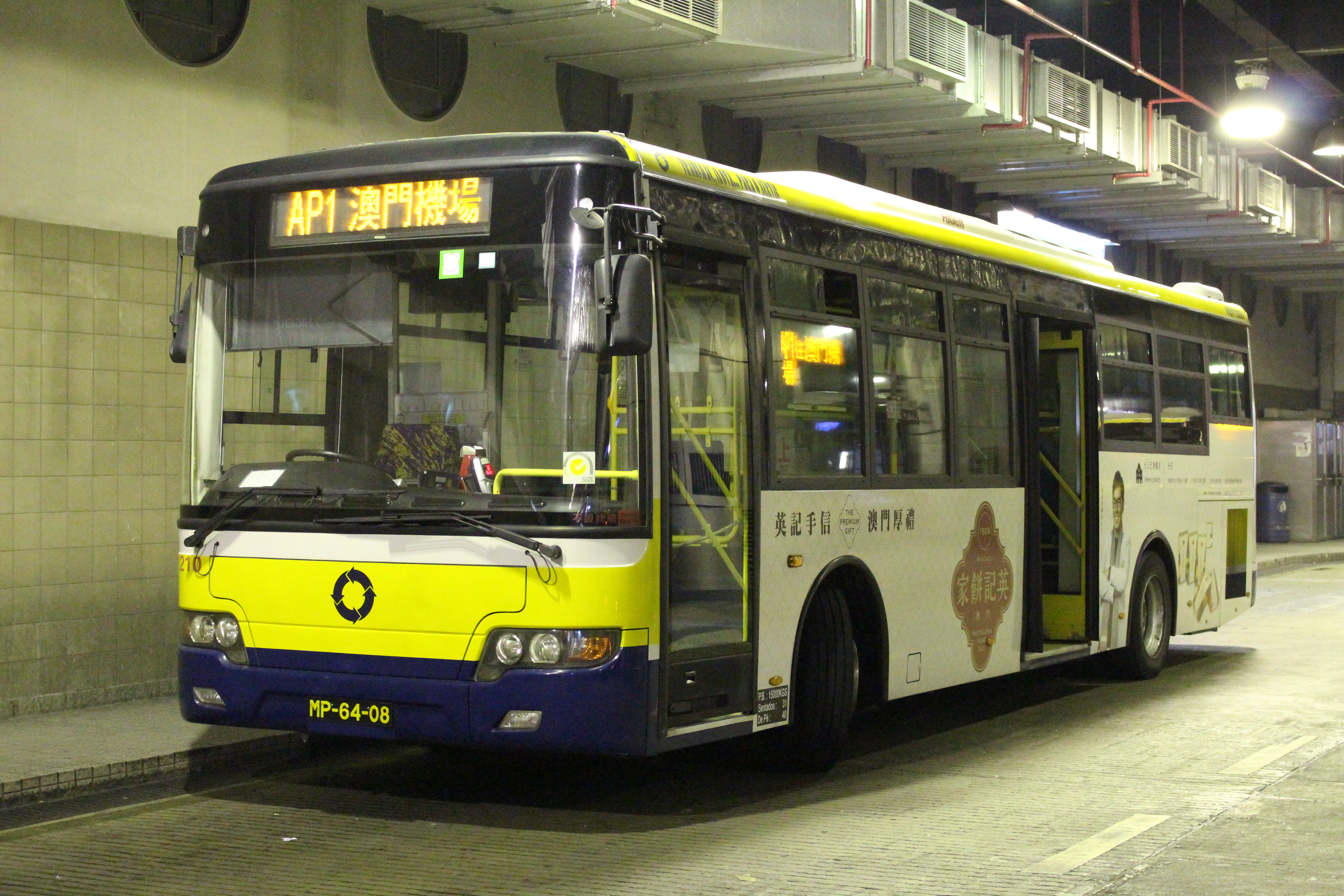
蘇州金龍KLQ6108GQ30
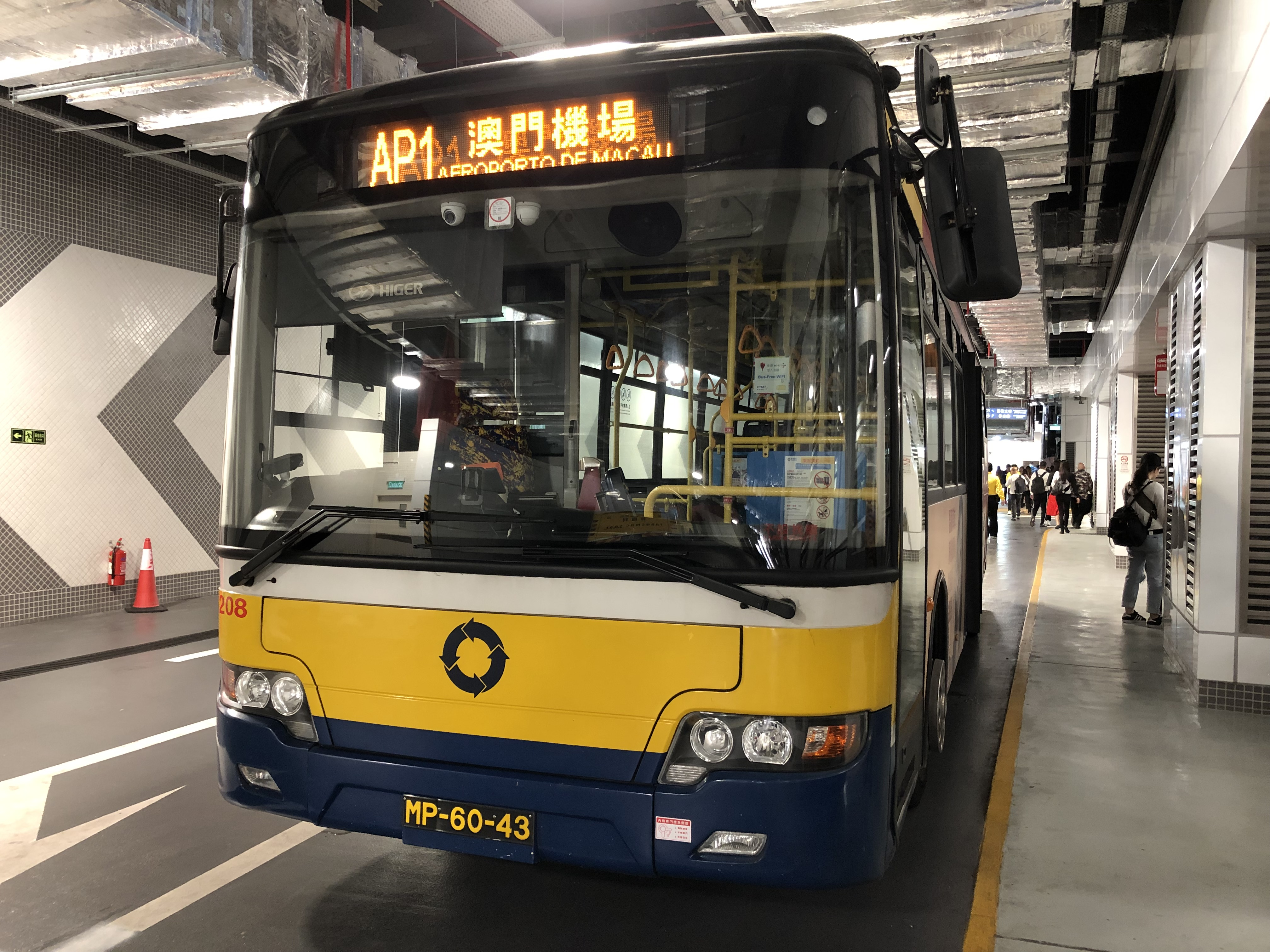
蘇州金龍KLQ6108GQ30
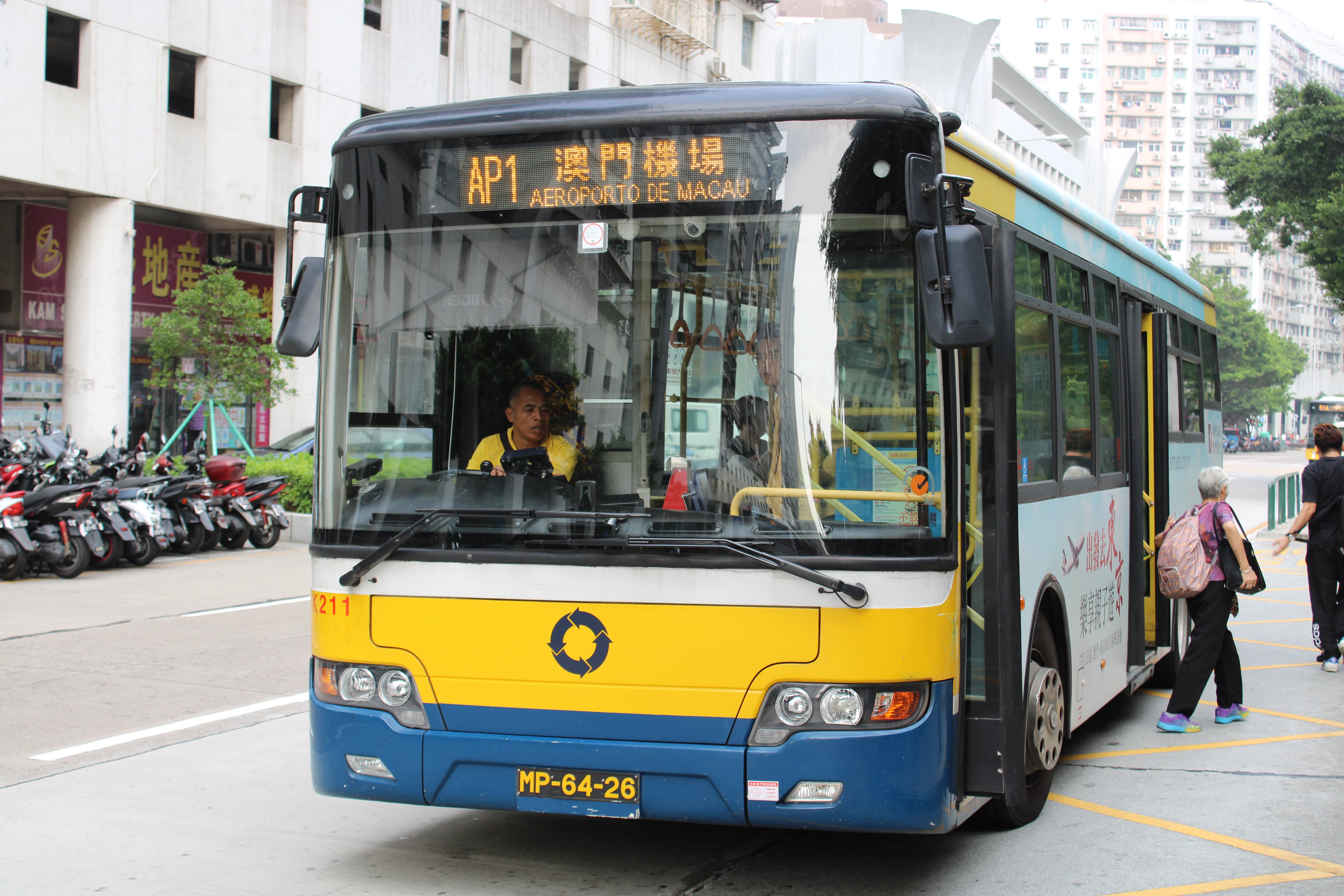
蘇州金龍KLQ6108GQ28
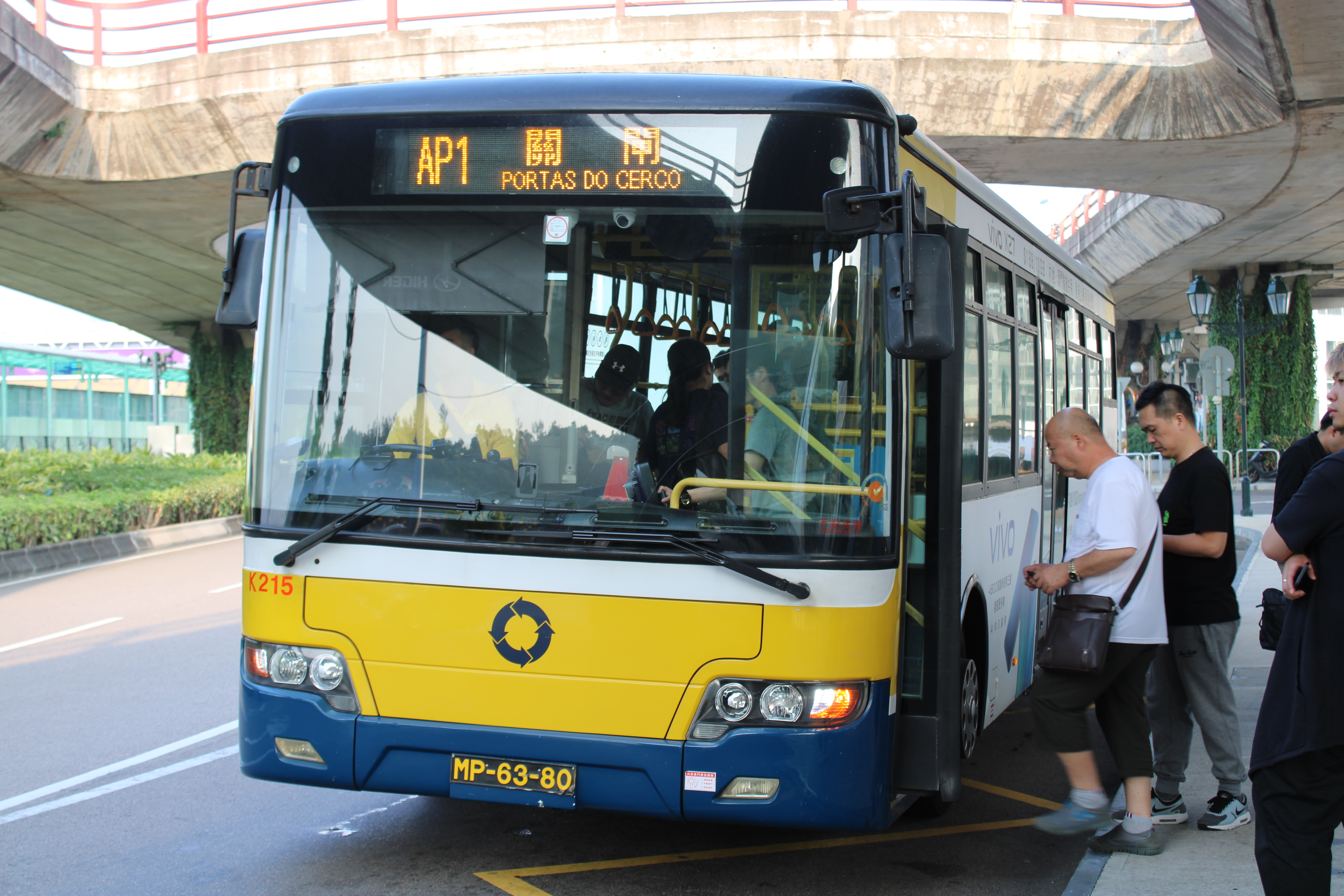
蘇州金龍KLQ6108GQ28
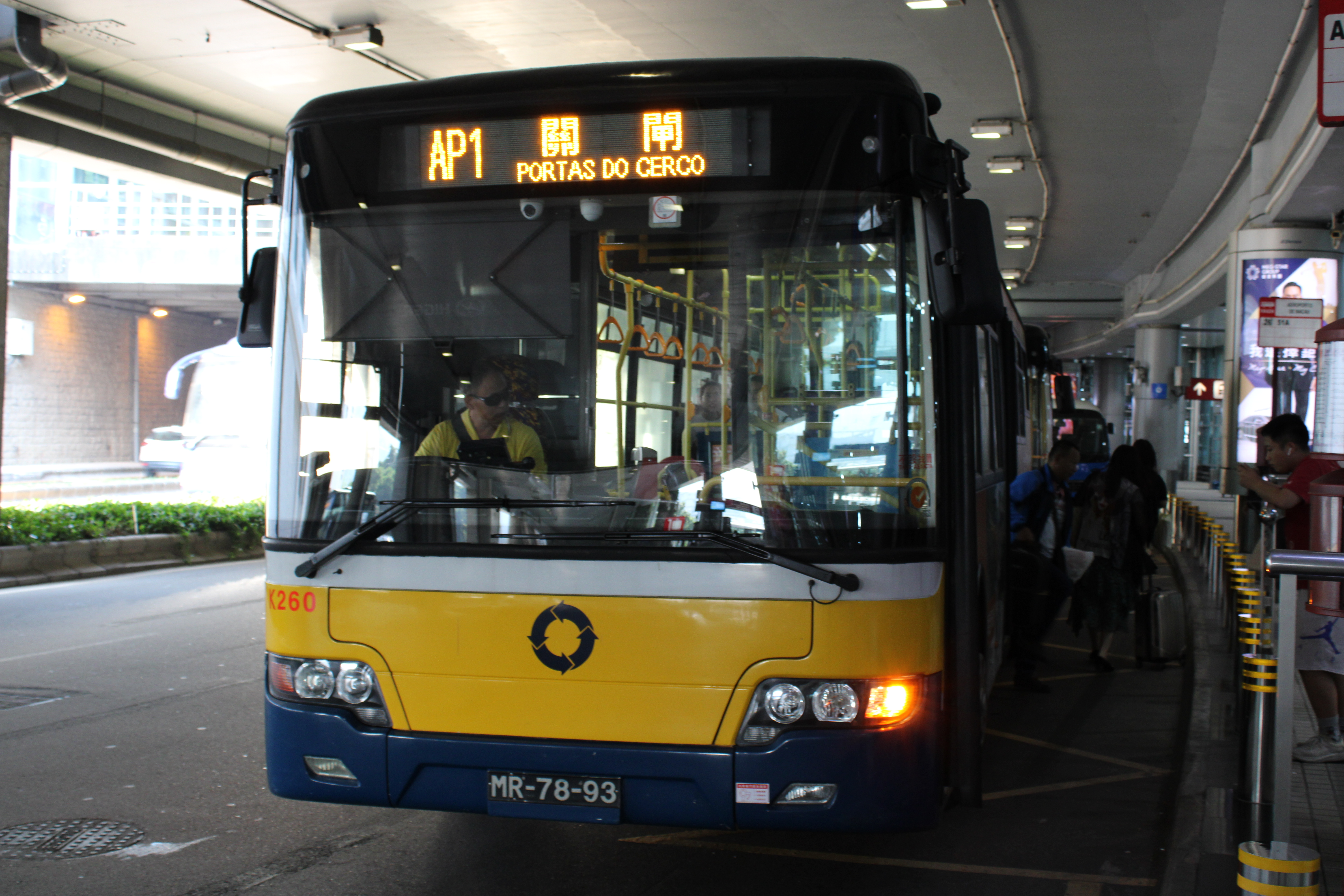
蘇州金龍KLQ6108GQ28E4
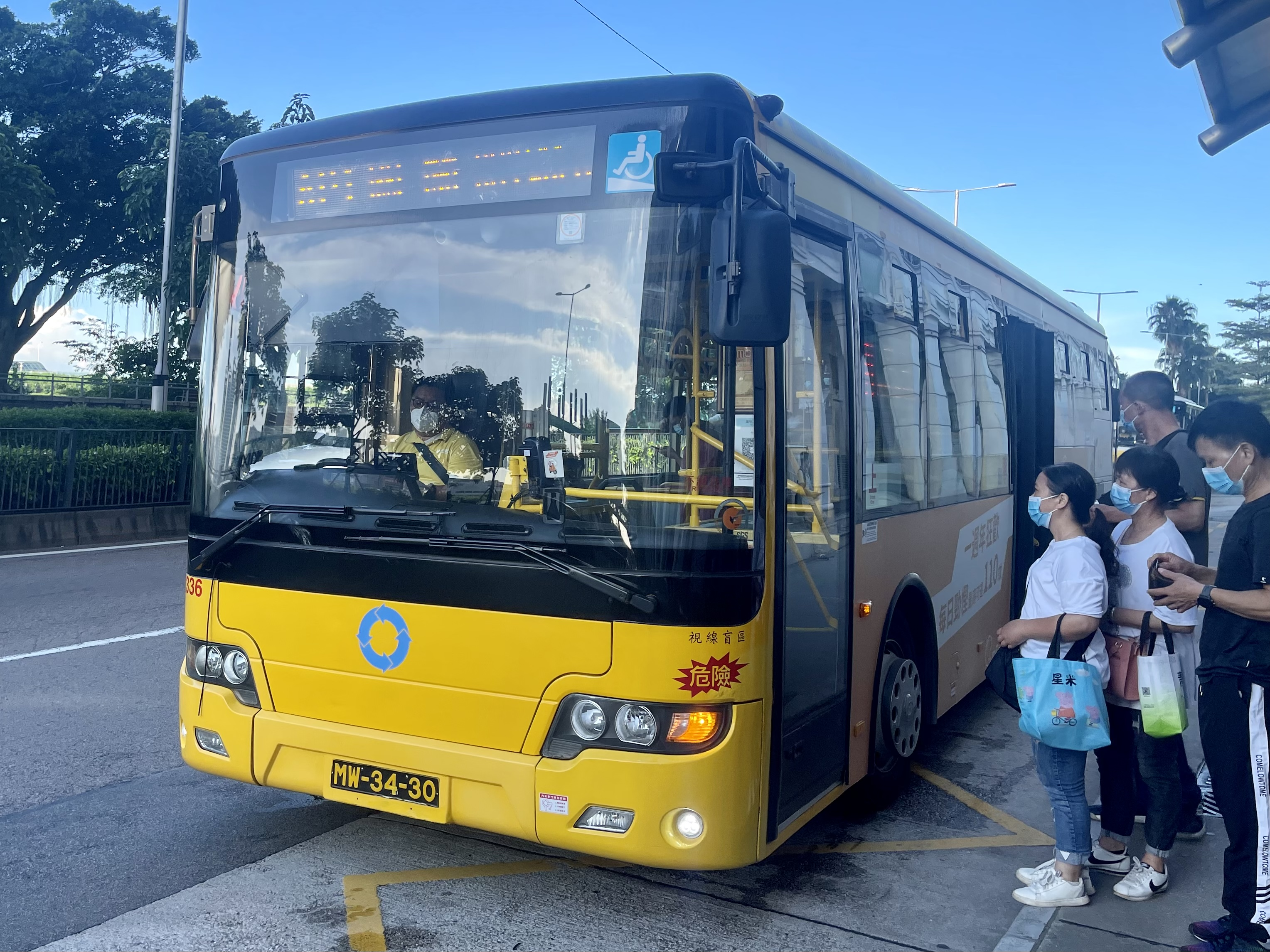
蘇州金龍KLQ6108GQ28E4
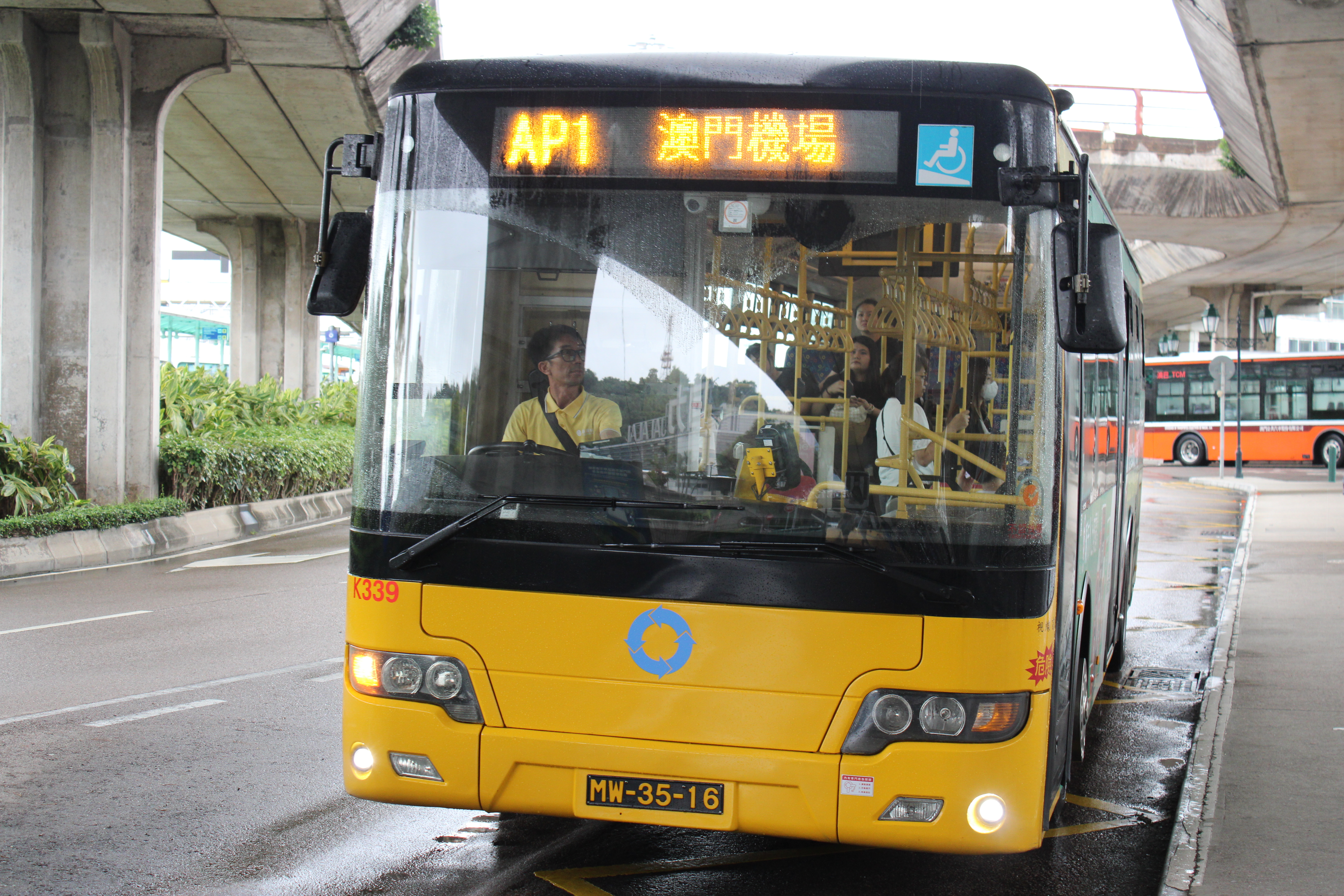
蘇州金龍KLQ6108GQ28E4
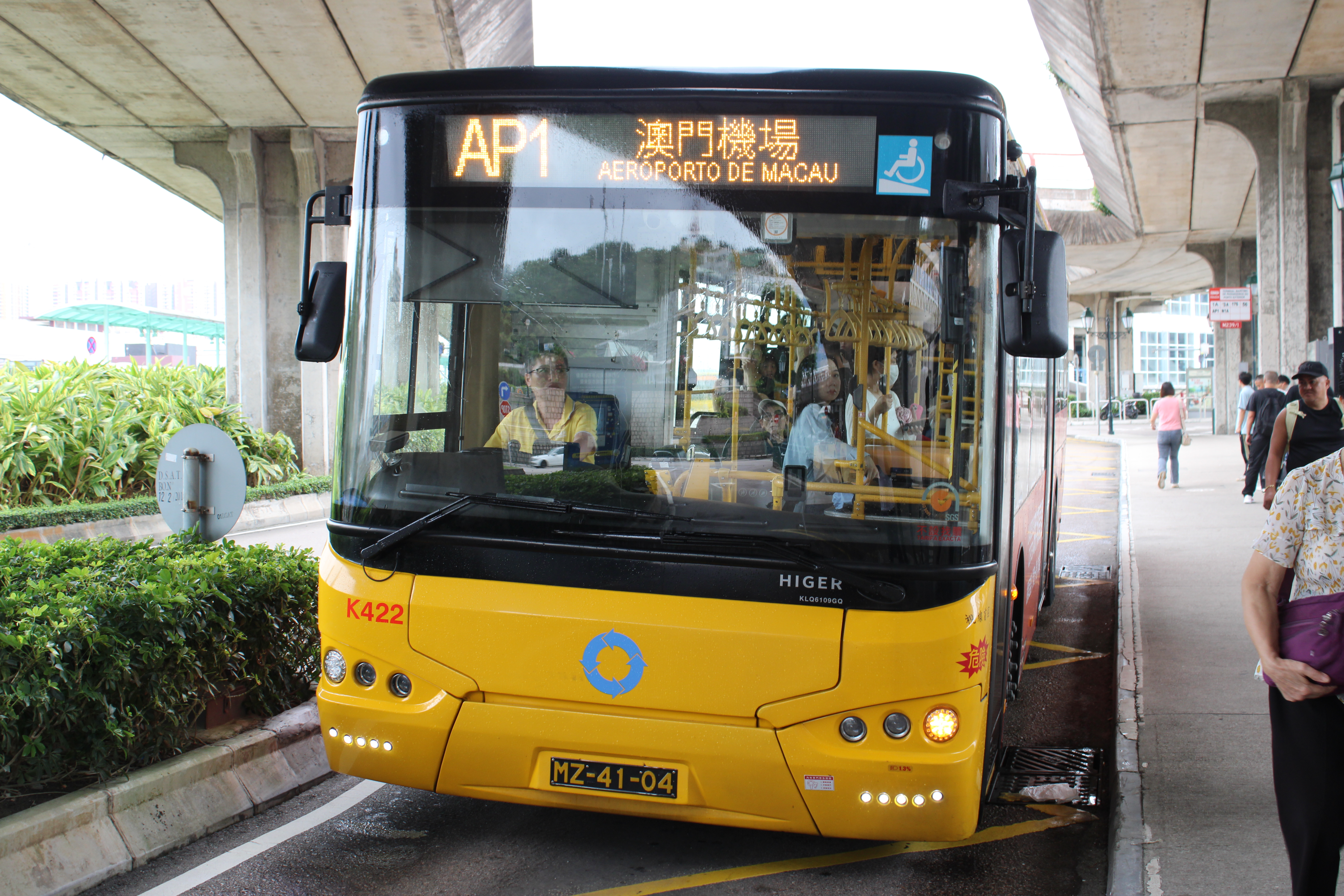
蘇州金龍KLQ6109GQ
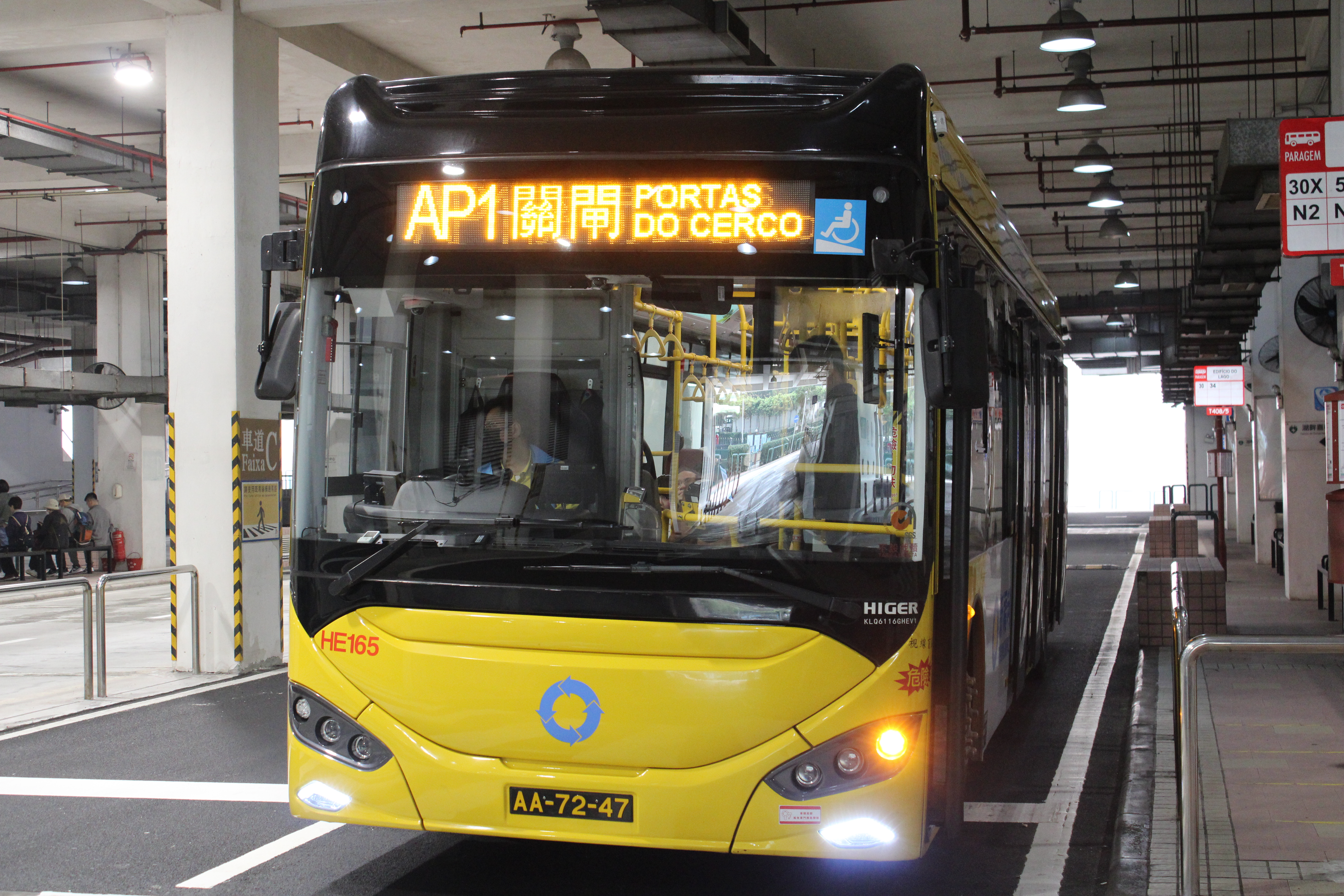
蘇州金龍KLQ6116GHEV1
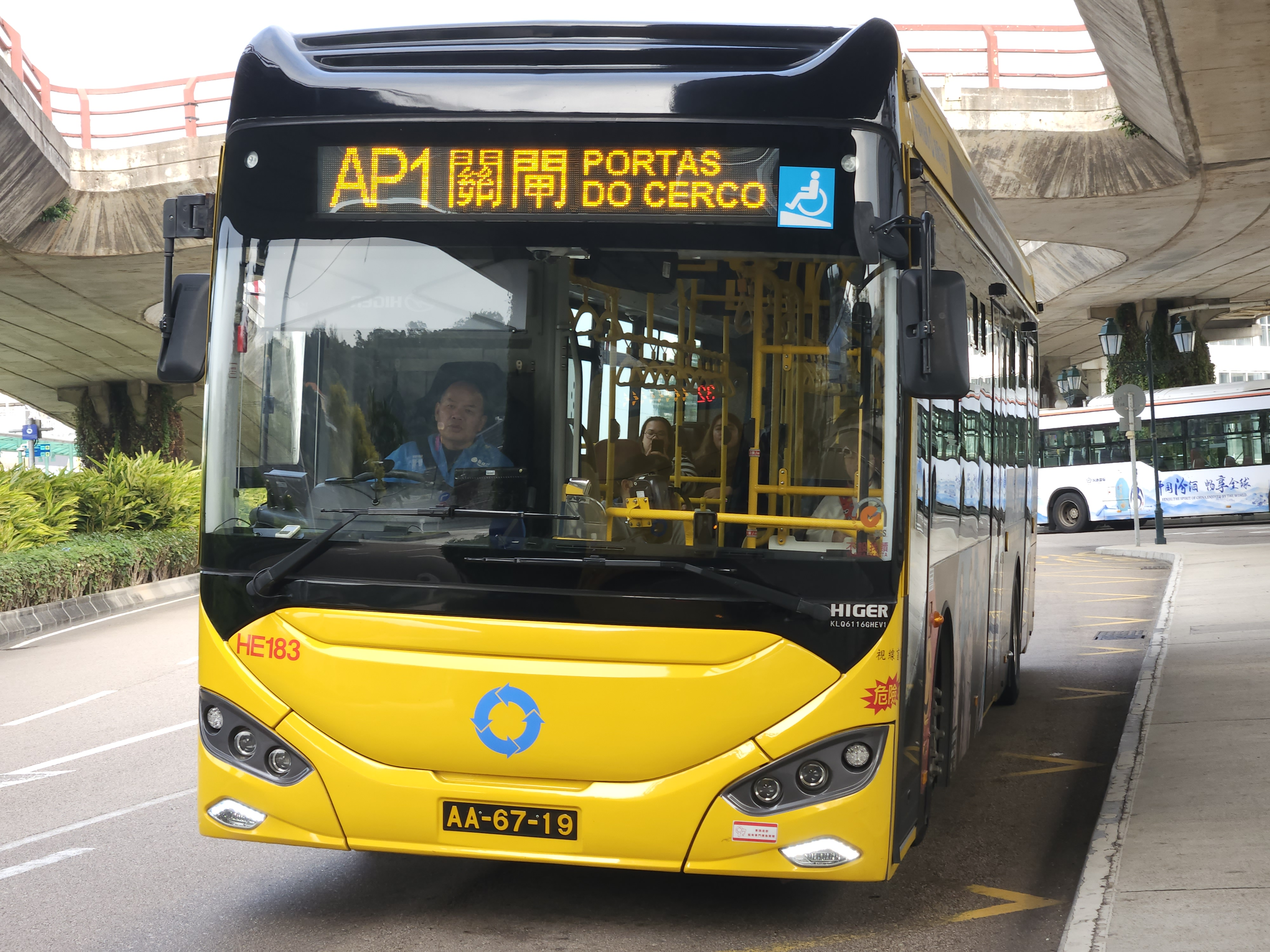
蘇州金龍KLQ6116GHEV1
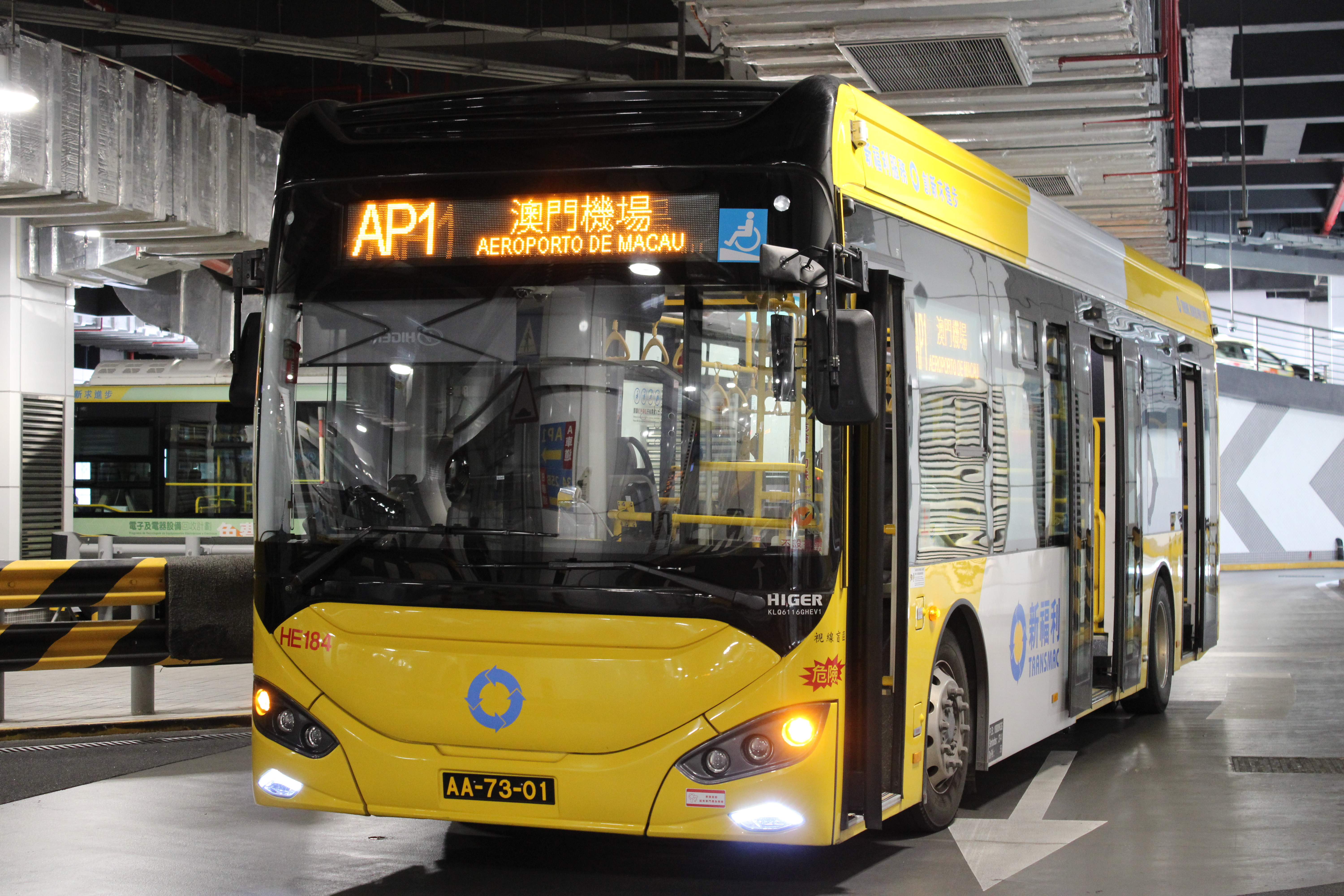
蘇州金龍KLQ6116GHEV1
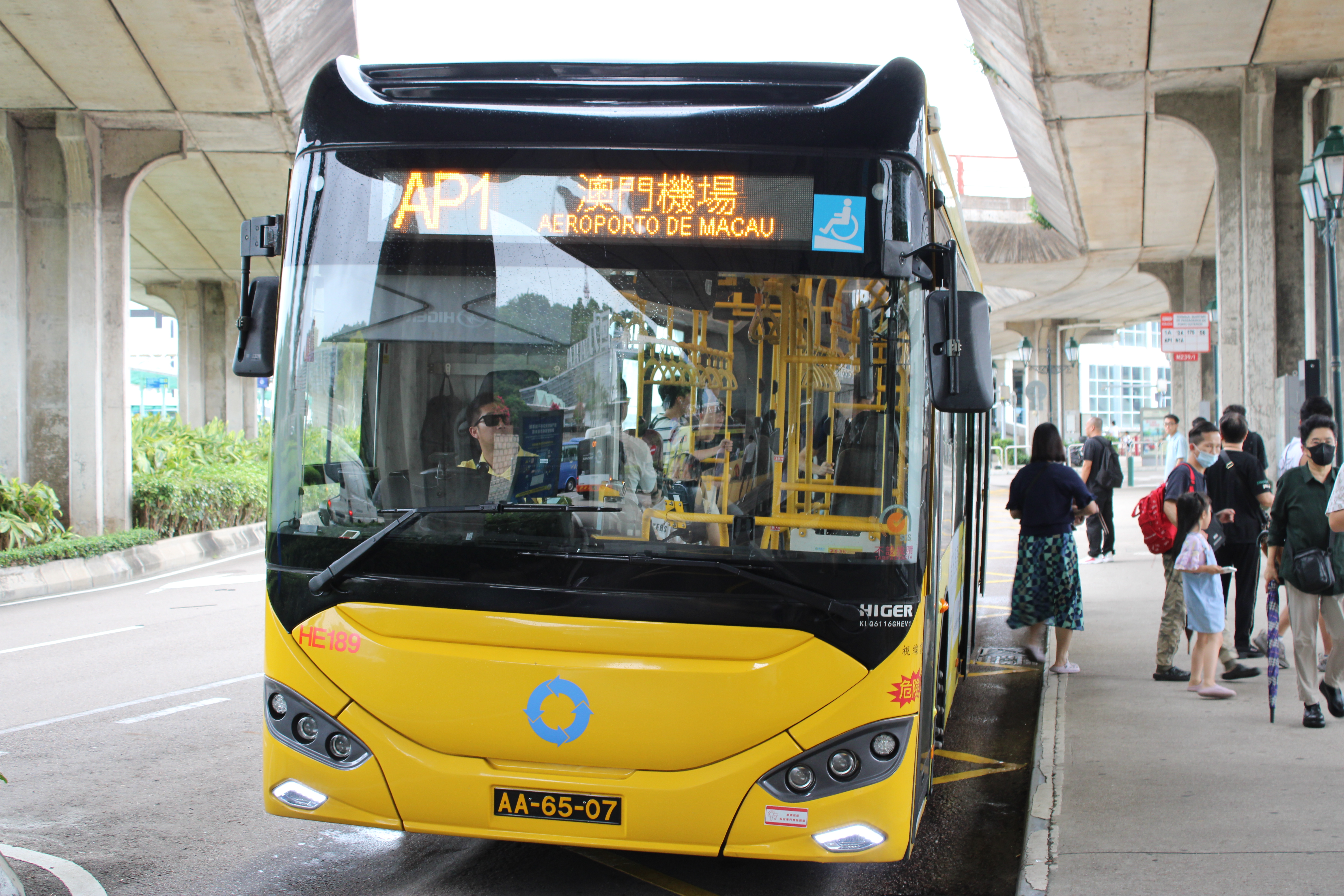
蘇州金龍KLQ6116GHEV1
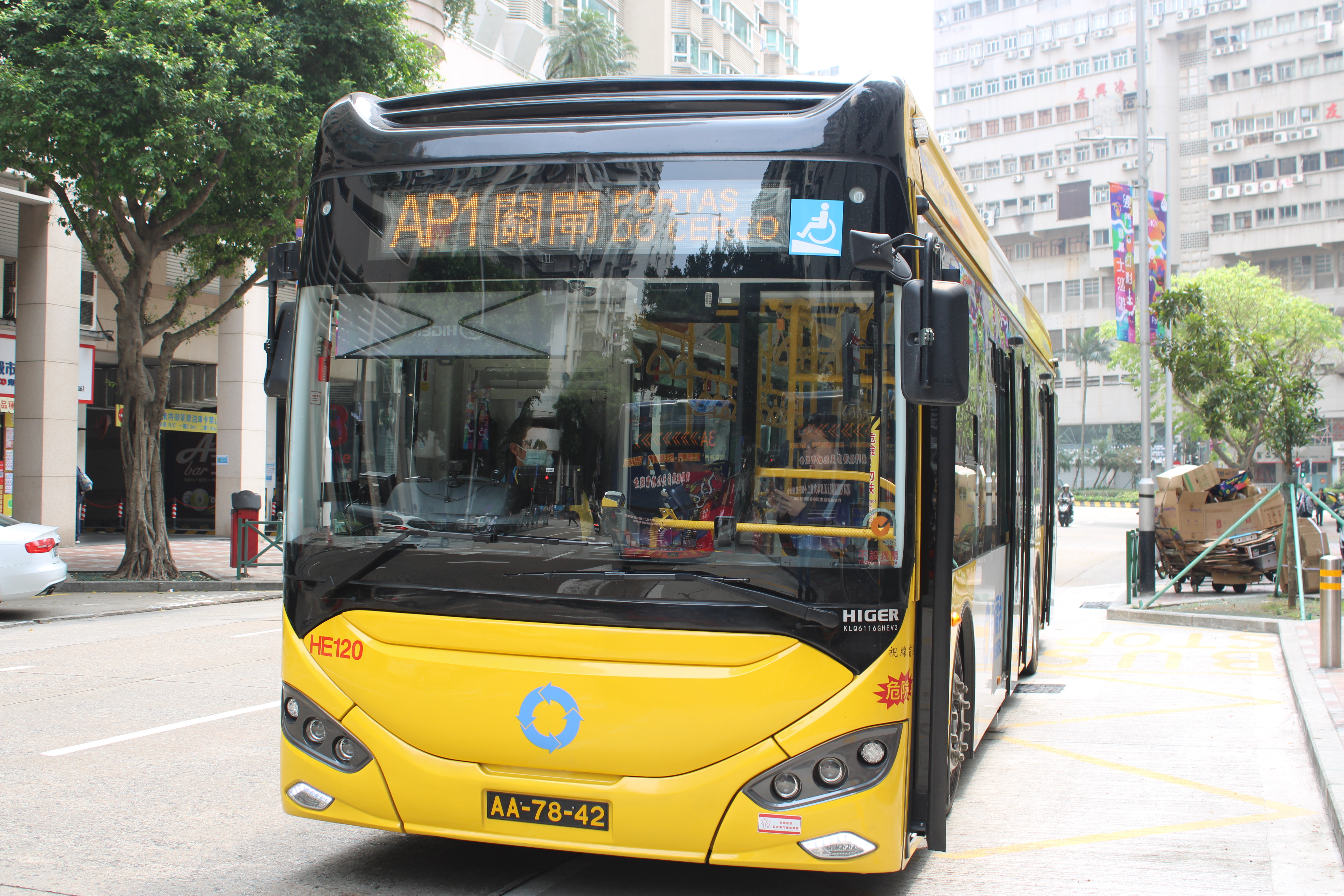
蘇州金龍KLQ6116GHEV2
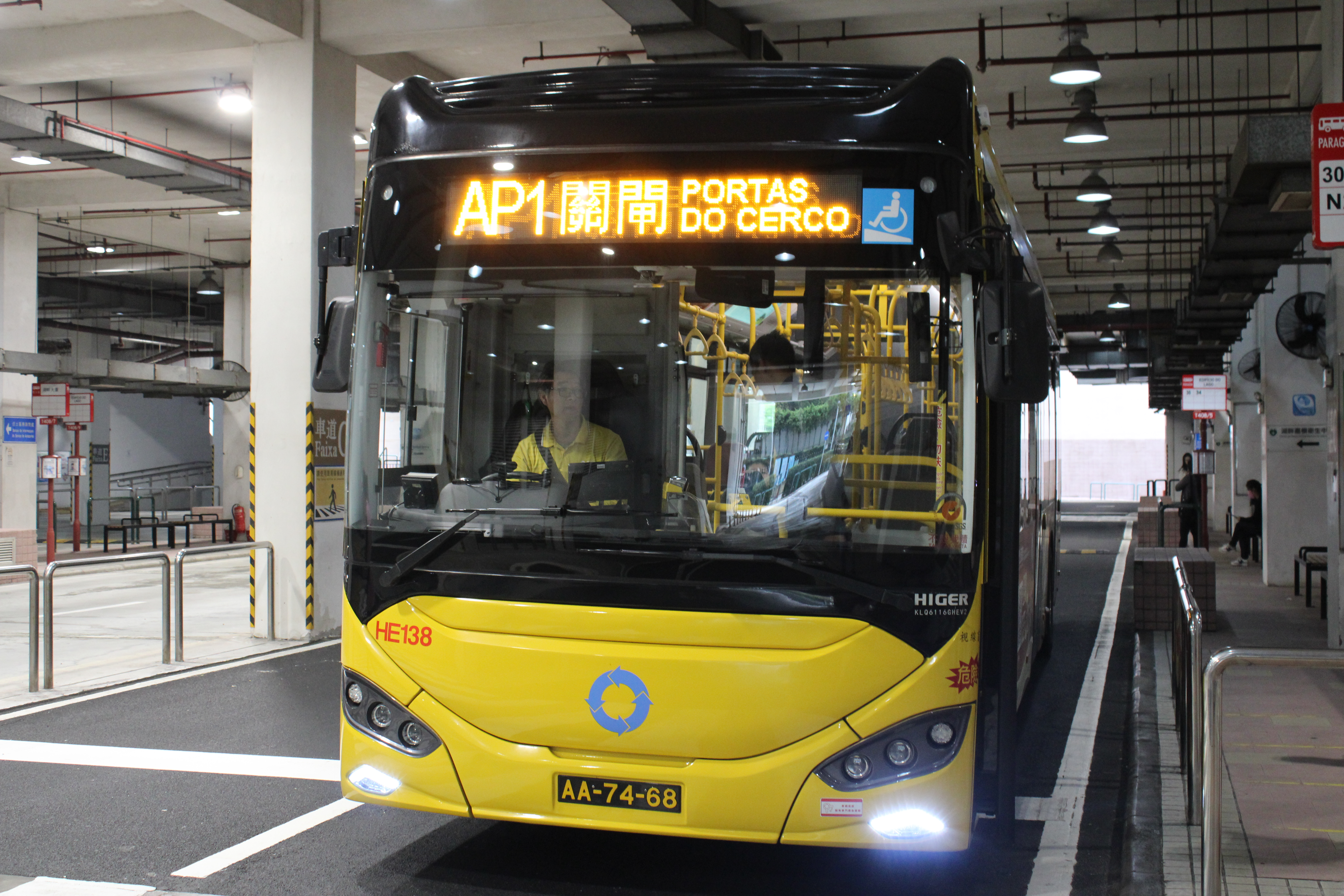
蘇州金龍KLQ6116GHEV2
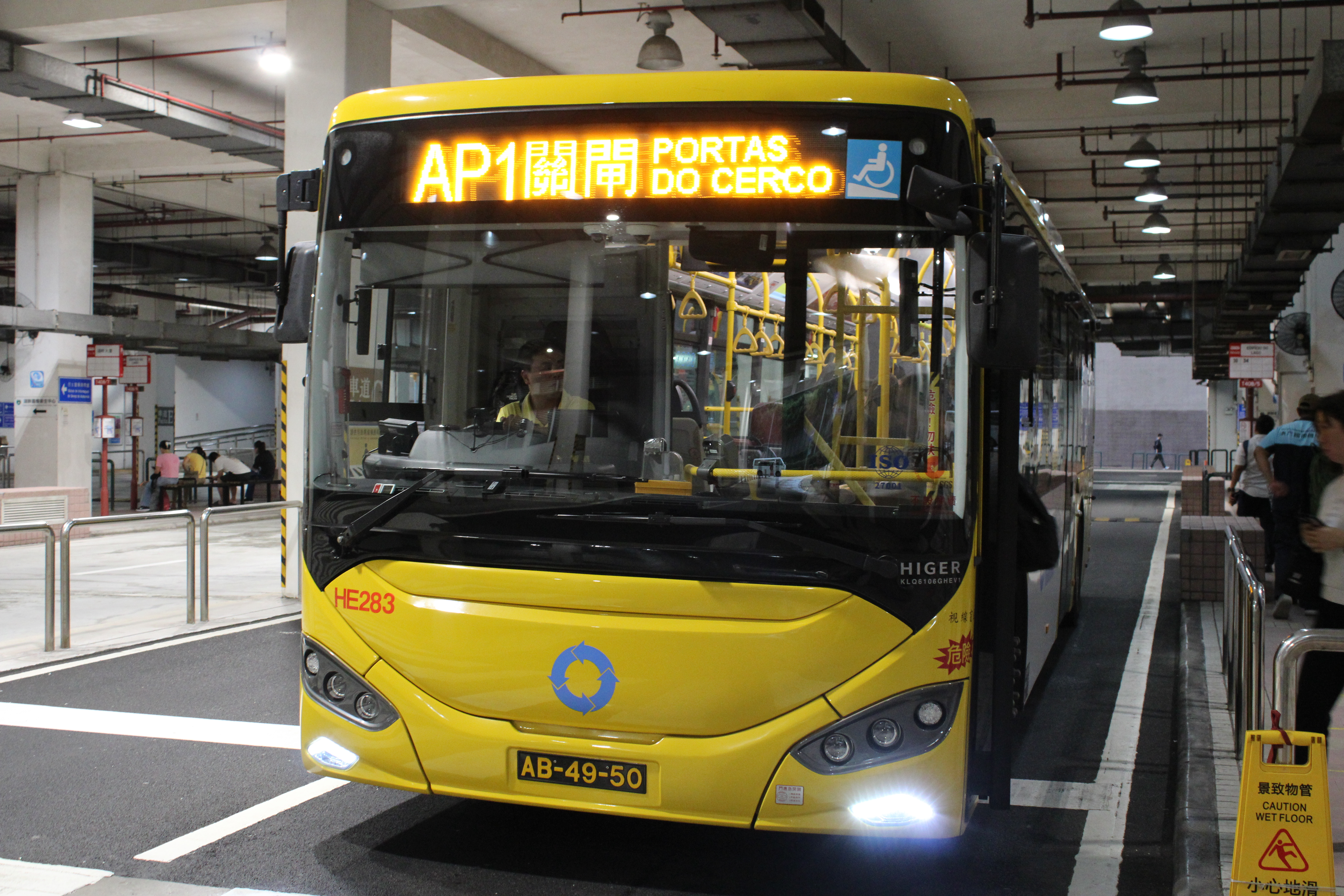
蘇州金龍KLQ6106GHEV1
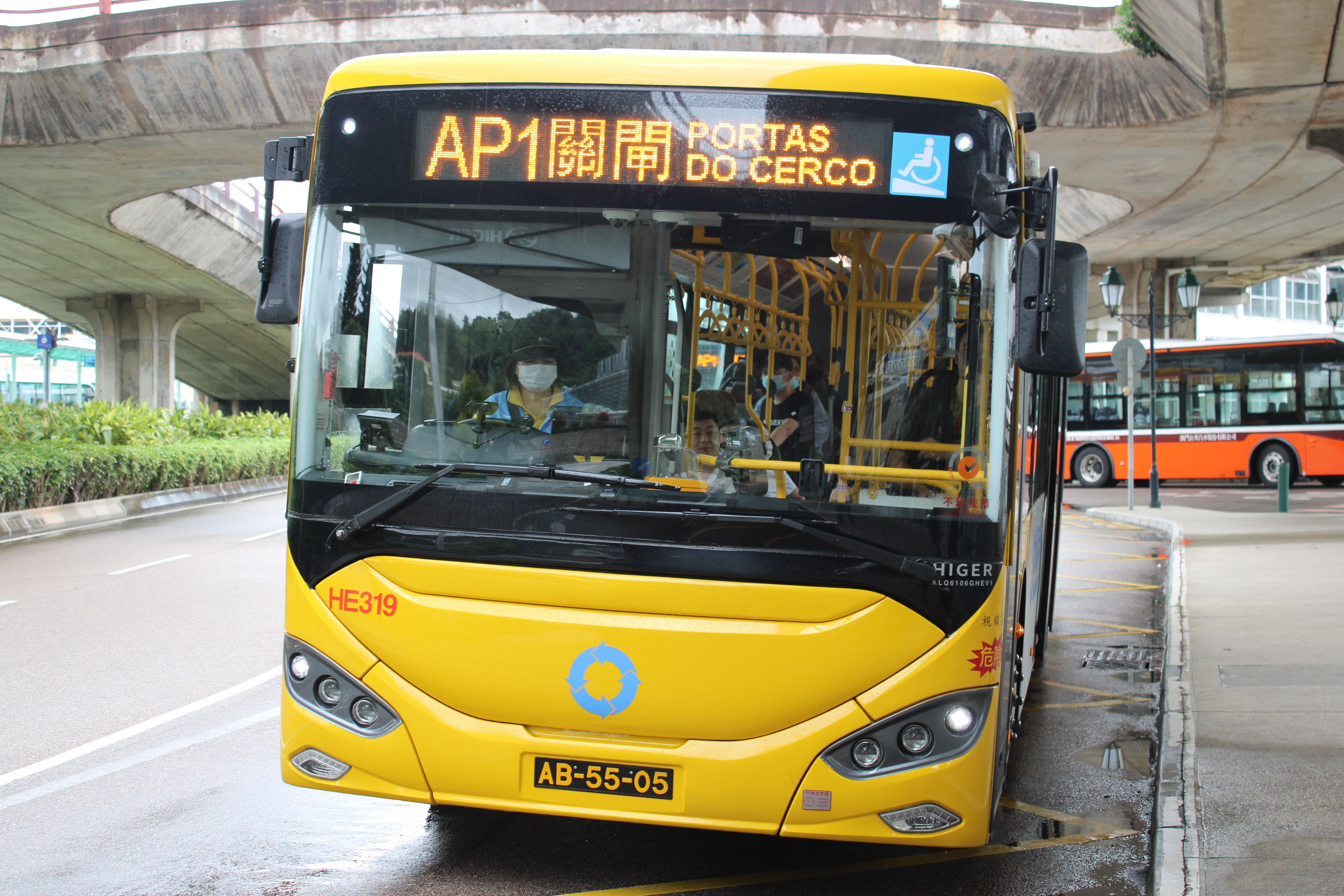
蘇州金龍KLQ6106GHEV1
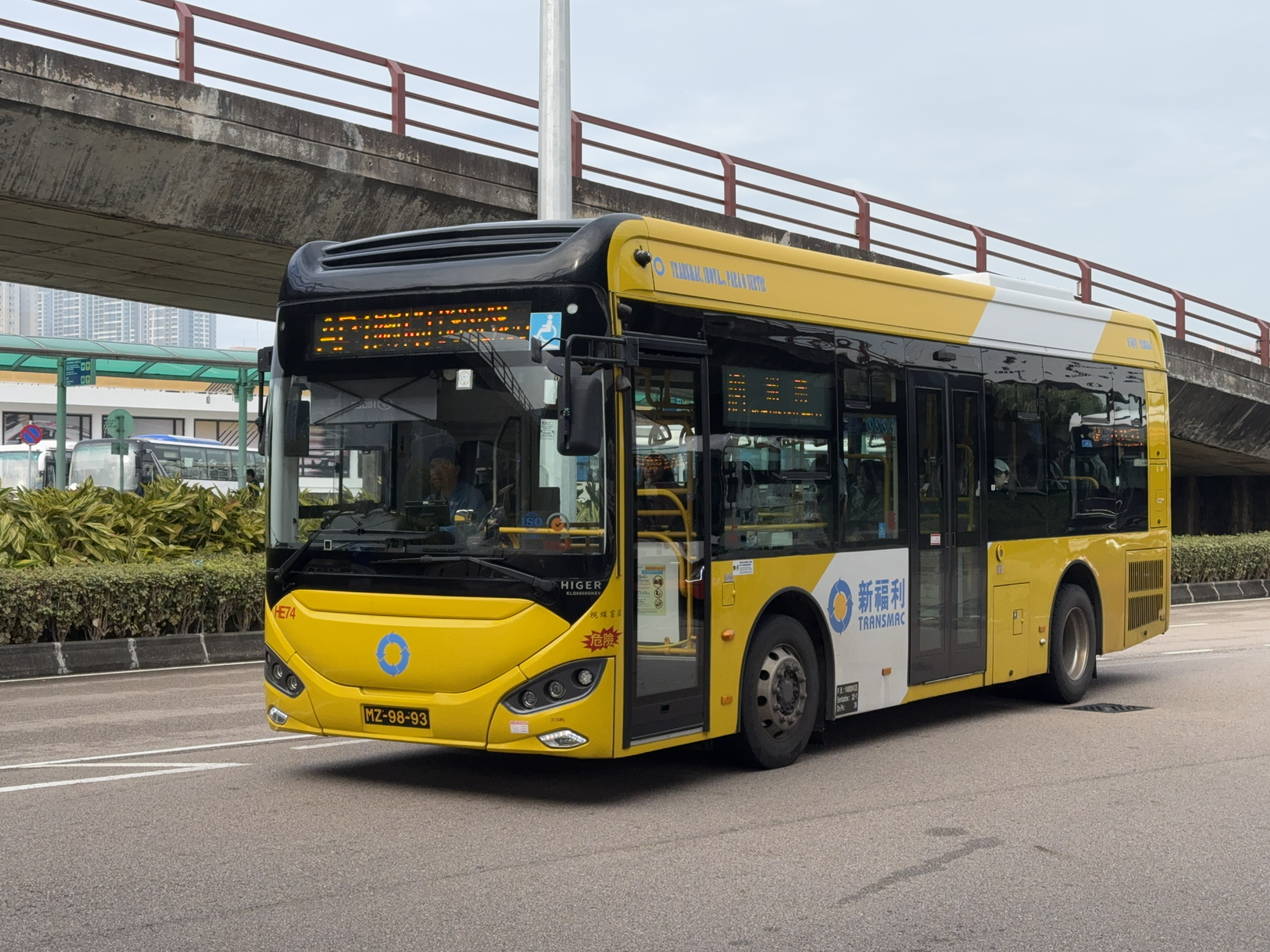
蘇州金龍KLQ6956GHEV

## 外部連結
- （繁體中文）澳門新福利公共汽車有限公司官方網站 （页面存档备份，存于）